# Nicolas Prost
 (septembre 2014).
Si vous disposez d'ouvrages ou d'articles de référence ou si vous connaissez des sites web de qualité traitant du thème abordé ici, merci de compléter l'article en donnant les références utiles à sa vérifiabilité et en les liant à la section « Notes et références ».
Pour les articles homonymes, voir Prost.

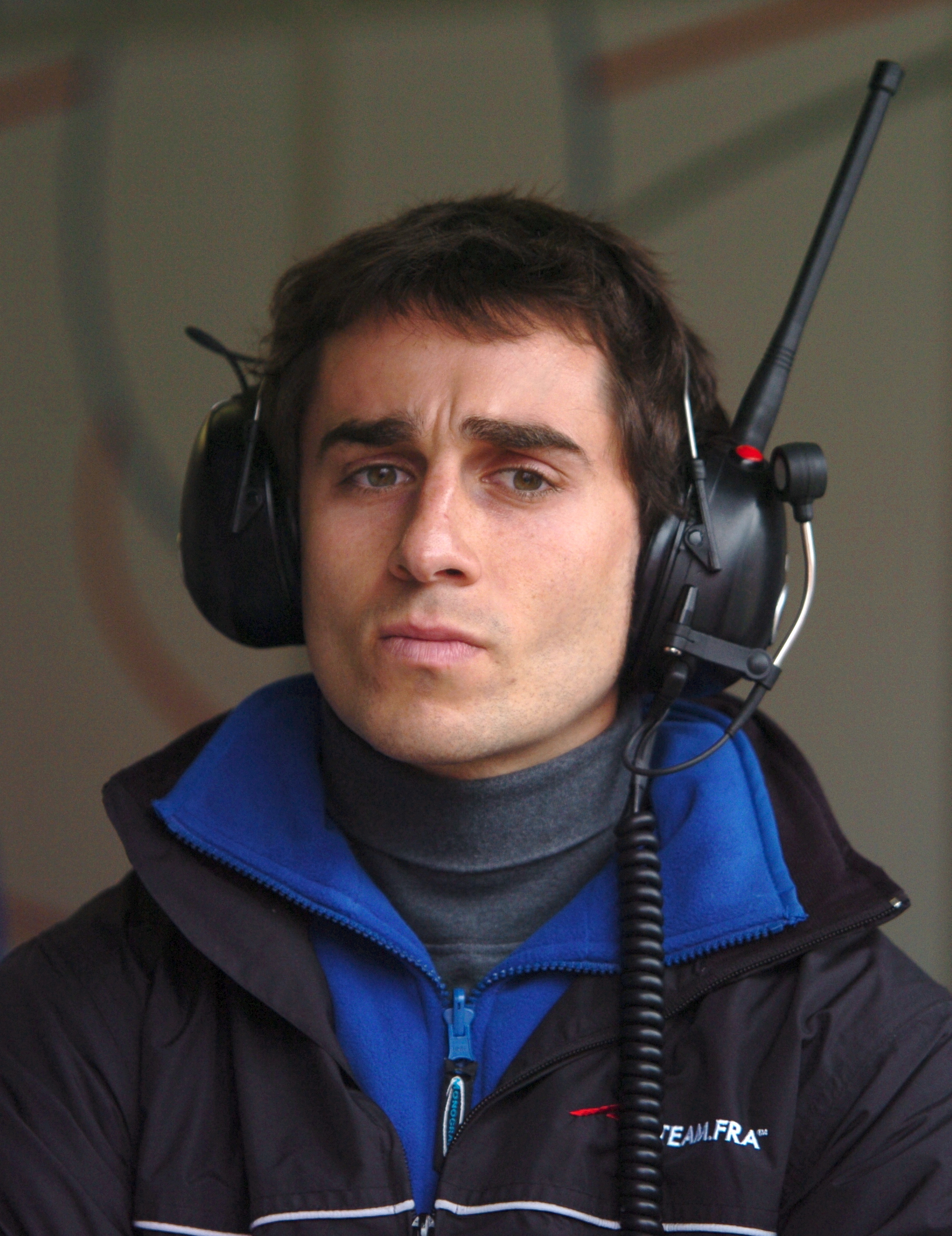
Nicolas Prost, le 02 mai 2008 sur le circuit de Brands Hatch à l'occasion du dernier grand-prix de la saison d'A1 GP.

Nicolas Jean Prost est un pilote automobile français, né le 18 août 1981 à Saint-Chamond (Loire).

## Biographie

### Les débuts
Nicolas est le fils aîné du quadruple champion du monde de Formule 1 Alain Prost.
À l'inverse de la plupart des pilotes actuels, Nicolas Prost n'est venu que tardivement au sport automobile. Étudiant en économie aux États-Unis, c'est surtout au golf qu'il brille, puisqu'il figure parmi les meilleurs golfeurs de l'université Columbia (il est handicap 2) et se met en évidence en remportant un tournoi collégial dès sa première participation, en mars 2001.
Ce n'est qu'en 2003 qu'il fait ses premiers pas en sport automobile, dans le championnat de Formule Campus une discipline pour jeunes pilotes. Il boucle sa première saison à la dixième place du championnat. Pilotant le soir et le week-end, il est banquier à Genève la journée. La saison suivante, il poursuit en Formule Renault où il termine 3e rookie. Cette même année, il fait également une apparition dans le championnat de France de Grand Tourisme à Magny-Cours, au volant d'une Dodge Viper et finit la course à une prometteuse quatrième place.
Passé en championnat de France de Formule Renault 2.0 en 2005, Nicolas multiplie les expériences, en participant aussi à une course de Formule Renault 3.5 à Estoril et conduit avec son père Alain dans le championnat de France de GT. Il y rencontrera un certain succès puisqu'il décroche deux pole positions en deux apparitions, manquant de peu la victoire au Mans puis à Magny-Cours, où il se classe tout de même deuxième. Lors de la seconde course de Magny-Cours, il remonte de la 8e à la 1re place avant de connaître une casse mécanique dans le dernier tour.

### Formule 3
En 2006, Nicolas part disputer le Championnat d'Espagne de Formule 3 pour le compte de l'écurie Racing Engineering. Après avoir occupé la tête du championnat en début d'année, il se classe finalement quatrième du classement général, meilleur rookie et meilleur pilote de la formation Racing Engineering, notamment grâce à une victoire en fin de saison sur le Circuit de Catalogne et à plusieurs podiums.
En 2007 il continue son parcours dans le championnat de Formule 3 espagnole au sein de Campos Racing, et il termine à la troisième place du championnat avec deux victoires, 1 pole position, 7 podiums et une certaine régularité, puisqu'en quatorze courses il aura fini douze fois dans les points. 

### Formule 3000
En 2008, il participe au championnat Euro Formule 3000. Il se fait remarquer dès ses débuts en signant la pole position dès sa première course. Se montrant rapide et régulier, il devient Champion dès sa première année avec deux pole positions, une victoire, et six podiums.

### A1 Grand Prix

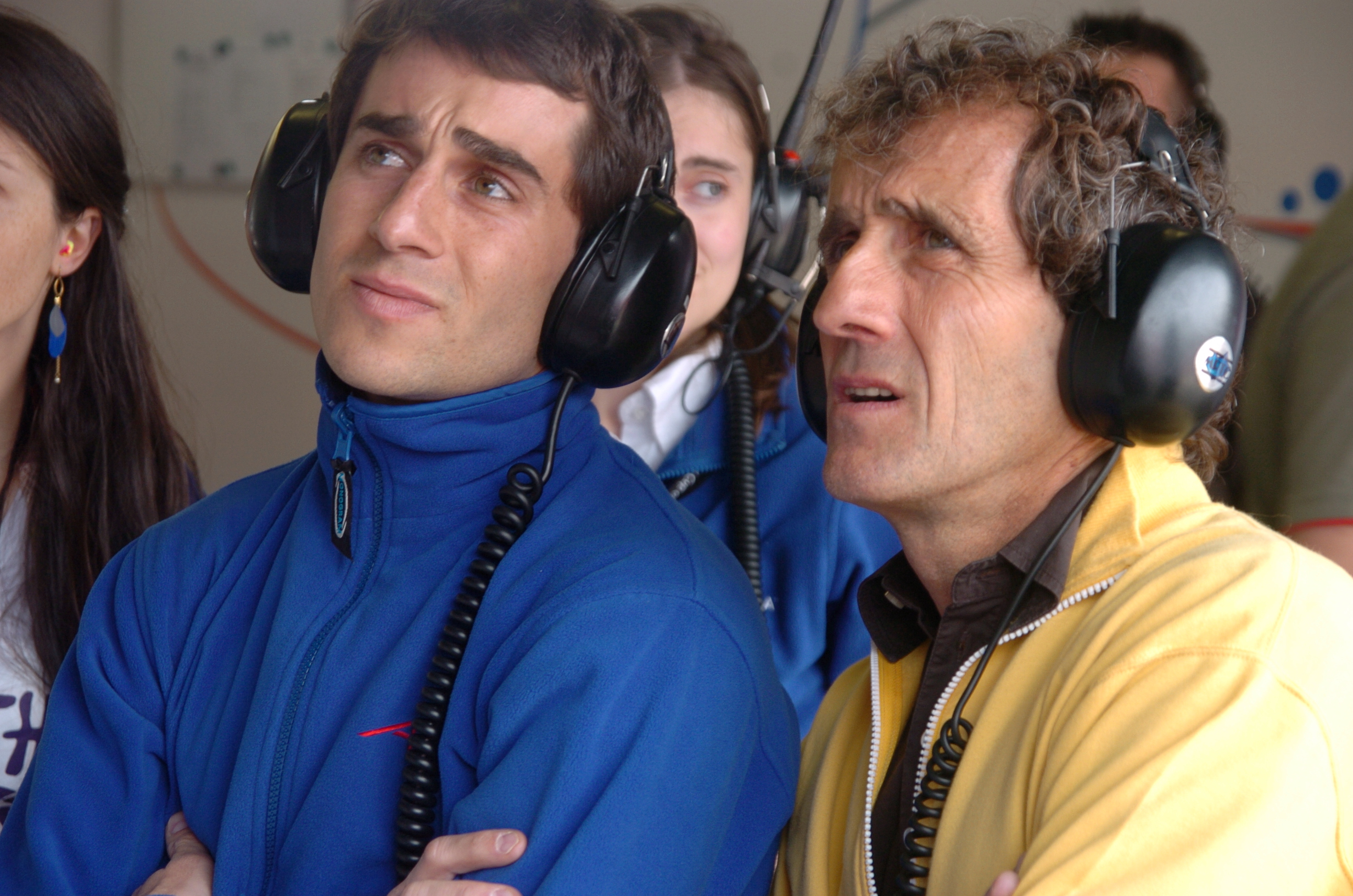
Nicolas Prost et son père Alain Prost, le 02 mai 2008 sur le circuit de Brands Hatch à l'occasion du dernier grand-prix de la saison d'A1 GP.

Pour la saison 2007/2008 d'A1 GP, il devient pilote débutant de l'équipe de France avec Loïc Duval. 
Toujours aux côtés de Loïc Duval pour la saison 2008/2009 d'A1 GP, ses résultats se montrent très encourageants puisqu'il termine premier de toutes les sessions débutants. Il connaît aussi un certain manque de réussite. Alors qu'il semble parti pour réaliser la pole position en Chine, il est gêné par la voiture de la Corée au ralenti puis connaît un certain nombre d'incidents mécaniques, qui le privent notamment d'un beau résultat à Brands Hatch. L'équipe se montre toutefois très satisfaite de ses performances pour une première année.

### Endurance

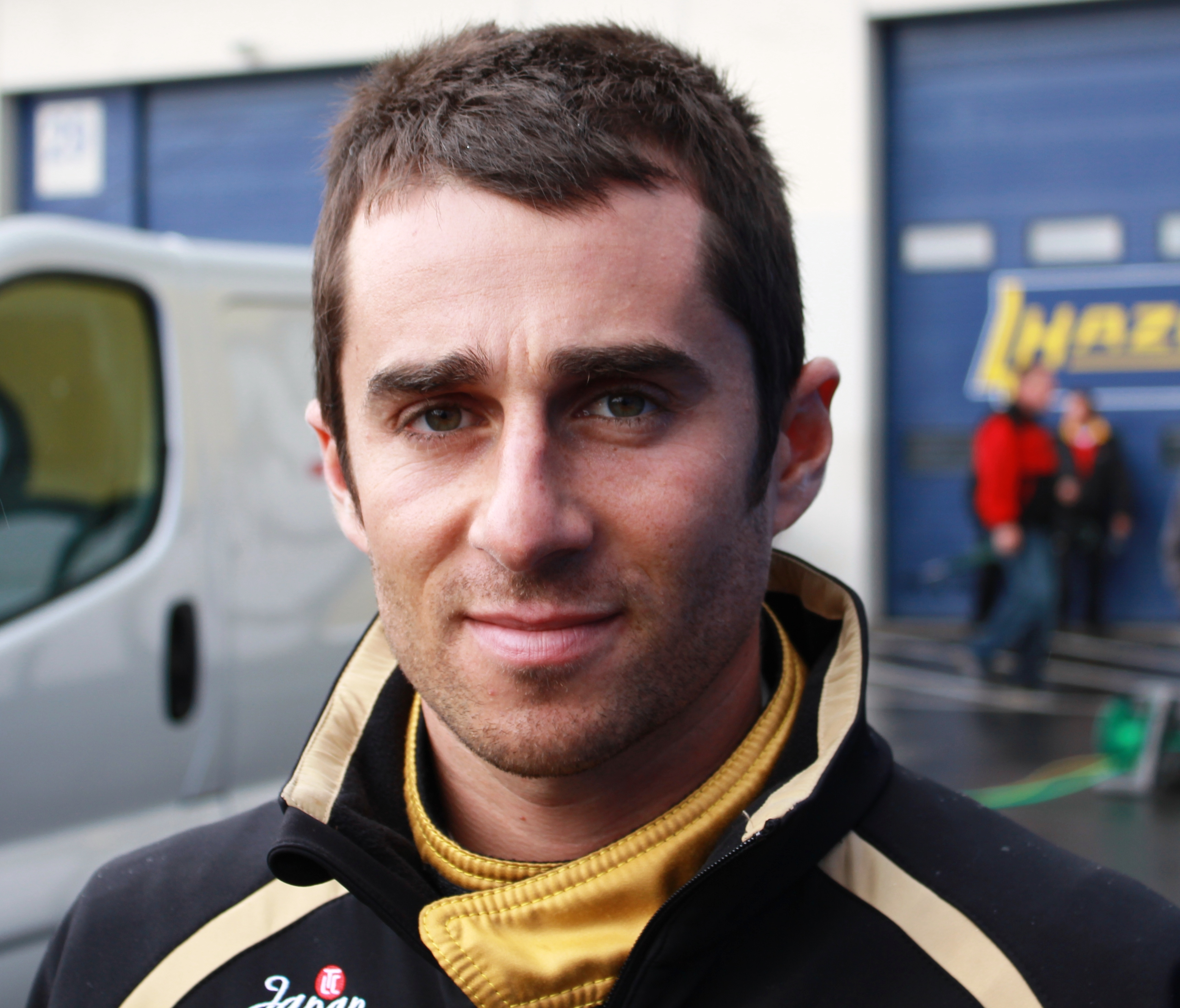
Nicolas Prost en 2011

En 2009, il rejoint l'équipe Suisse du Speedy Racing pour disputer le championnat Le Mans Series. L'équipe connaît plusieurs problèmes mécaniques mais ils terminent toutefois à la cinquième place du championnat. À Silverstone, Nicolas Prost remonte la voiture de la cinquième à la première place mais Marcel Fässler devra s'arrêter à sept tours de la fin à la suite d'une plainte de l'équipe Oreca. Le Trio Prost-Bellichi-Fässler termine quand même à la deuxième place.
En 2010, il reste au sein du Speedy Racing qui est rebaptisé Rebellion Racing. Après un début de saison marqué par des problèmes mécaniques, la paire Prost-Jani redresse bien la barre avec 2 podiums consécutifs en Algarve et à Budapest. La voiture numéro 12 termine le championnat Le Mans Series à la 3e place.
En 2011, Nicolas est confirmé au sein du Rebellion Racing qui reçoit le soutien officiel de Toyota. Prost et Jani signeront 5 pole positions et 5 meilleurs tours en course durant les cinq courses du LMS mais des soucis de fiabilité leur feront perdre de précieux points. Ils terminent finalement à la 3e place du championnat. Ils participent également à l'ILMC et mènent Rebellion Racing à la 3e place, synonyme de premier team privé et premier team essence.
En 2012, le châssis est la Lola B12/60. Dorénavant, l'équipe Rebellion Racing est sponsorisée par Lotus. 2 prototypes sont engagés en WEC. Nicolas Prost, Neel Jani et Andrea Belicchi gagnent la course de Petit Le Mans.
En 2013,  Nicolas Prost, Neel Jani et Nick Heidfeld gagnent  à nouveau la course de Petit Le Mans avec l'équipe Rebellion Racing.
En 2014, Nicolas Prost, Mathias Beche et Nick Heidfeld remportent le trophée Pilotes Teams privés LMP1.

#### 24 Heures du Mans
Parallèlement à la Formule 3, il participe aux 24 Heures du Mans en catégorie GT1 sur une Saleen avec Laurent Groppi et Jean-Philippe Belloc, finissant dixième du classement général, et cinquième de sa catégorie. 
En 2009, il fait ses débuts en prototypes aux côtés de Neel Jani et Andrea Belicchi. Il signe à nouveau une très belle prestation, ne commettant aucune erreur et effectuant un magnifique relais le dimanche matin qui permet à sa voiture de remonter de la huitième à la cinquième place. Malheureusement, une casse de boîte à une heure de la fin fera tomber la voiture à la quatorzième place.
En 2010, l'équipe Rebellion racing connaît des soucis de fiabilité et la course s'arrête pendant la nuit pour Nicolas et ses compères Jani et Andretti.
En 2011, Nicolas effectue une course remarquable dans des conditions difficiles. Prost, Jani et Bleekemolen terminent à la 6e place et premier des voitures à moteur essence.
En 2012, Nicolas Prost et ses coéquipiers Nick Heidfeld et Neel Jani terminent à la quatrième place aux 24 Heures du Mans.
En 2014, Nicolas Prost et ses coéquipiers Nick Heidfeld et Mathias Beche terminent de nouveau à la quatrième place aux 24 Heures du Mans.

### Trophée Andros
Fin 2009, Nicolas s'engage dans le tout nouveau Trophée Andros Électrique. Malgré la présence de vrais spécialistes de la glace, il remporte le championnat 2010 en signant 5 pole positions, 6 victoires et un total de 18 podiums en 21 courses. 
L'année suivante, en 2011, il gagne de nouveau ce trophée en signant 4 pole positions, 8 victoires, 21 podiums et 7 meilleur tours en course.
En 2011-2012, il rejoint la catégorie reine au sein du team officiel Renault-Dacia. Il remporte le titre de meilleur rookie et termine dans le top-10 pour sa première saison.

### Formule 1

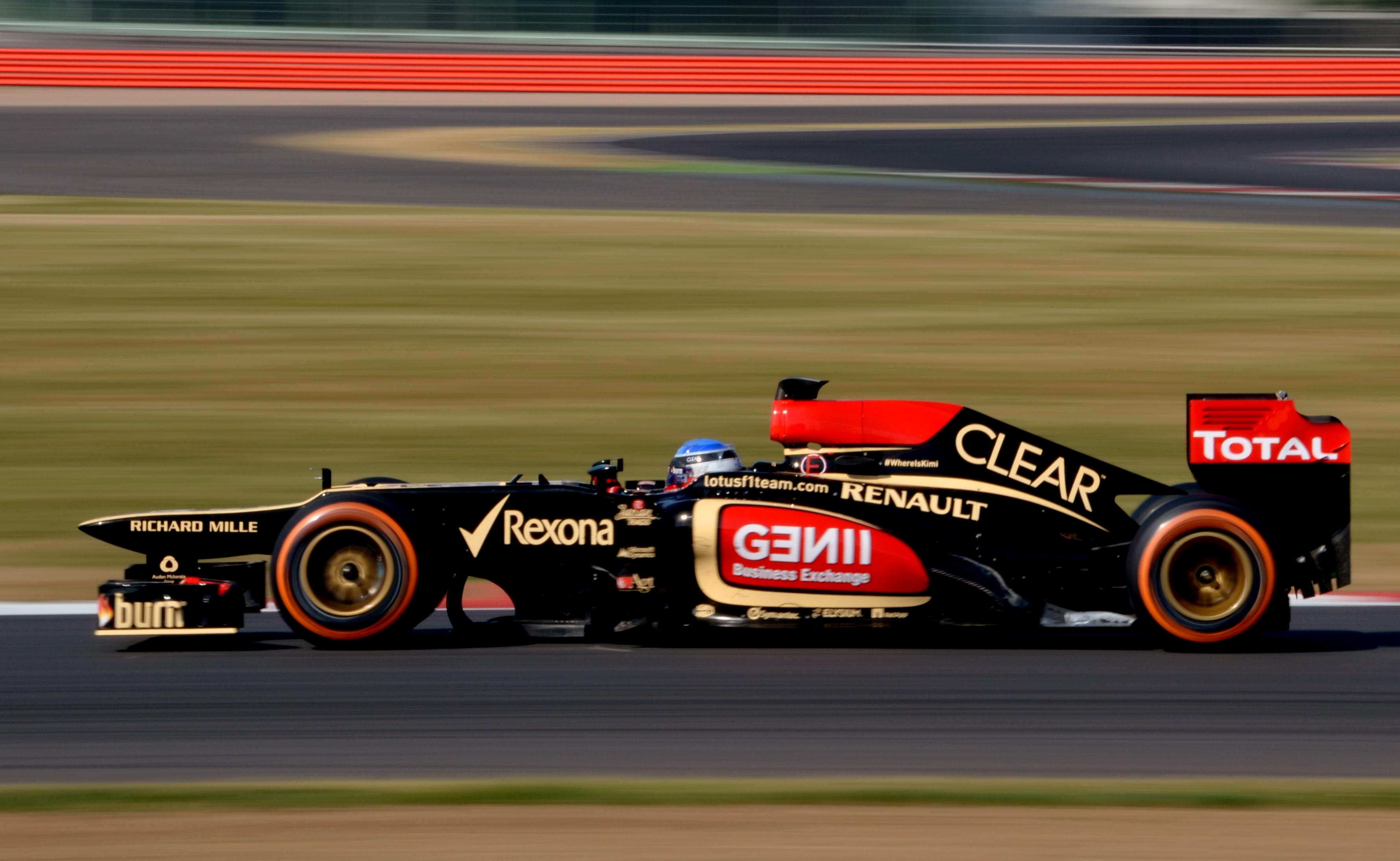
Nicolas Prost à bord de la Lotus lors des essais de Silverstone en juillet 2013.

En juin 2010, il conduit pour la première fois une Renault F1 sur le circuit de Magny-Cours, et sous les yeux d'Éric Boullier, directeur d'écurie Renault F1 et ancien directeur d'écurie de l'A1 Team France.
En 2011, il reste pilote au sein de Lotus Renault GP et effectue des essais et démonstrations pour l'équipe. Il devient également pilote du Gravity Sport Management, structure appartenant à Lotus GP.
En 2012, il fait toujours partie de Lotus Renault GP, devenue alors Lotus F1 Team.
En 2013, il est affecté au simulateur de Lotus F1 Team en tant que pilote de développement, au même titre que Jérôme d'Ambrosio. Il prend le volant de la monoplace sur le circuit de Circuit de Silverstone lors des essais du 17 au 19 juillet,.

### Formule E
Nicolas Prost est titularisé en Formule E, dont la saison inaugurale se déroule en septembre 2014. La Formule E est un championnat de monoplaces électriques. Il pilote une des deux voitures de e.dams, cofondée par son père Alain Prost et Jean-Paul Driot. Il a pour coéquipier le Suisse Sébastien Buemi.

## Palmarès
- Champion Euro Formule 3000 en 2008
- Vainqueur du Petit Le Mans en 2012 et 2013
- Vainqueur du Trophée Pilotes Teams privés LMP1 en 2014

## Résultats aux 24 Heures du Mans
| Année | Voiture                  | Équipe              | Équipiers                             | Résultat |
| ----- | ------------------------ | ------------------- | ------------------------------------- | -------- |
| 2007  | Saleen S7-R              | Team Oreca          | Laurent Groppi / Jean-Philippe Belloc | 10e      |
| 2009  | Lola B08/60-Aston Martin | Speedy Racing Team  | Andrea Belicchi / Neel Jani           | 14e      |
| 2010  | Lola B10/60-Rebellion    | Rebellion Racing    | Marco Andretti / Neel Jani            | Abandon  |
| 2011  | Lola B10/60-Toyota       | Rebellion Racing    | Jeroen Bleekemolen / Neel Jani        | 6e       |
| 2012  | Lola B10/60-Toyota       | Rebellion Racing    | Nick Heidfeld / Neel Jani             | 4e       |
| 2013  | Lola B10/60-Toyota       | Rebellion Racing    | Nick Heidfeld / Neel Jani             | 40e      |
| 2014  | Rebellion R-One-Toyota   | Rebellion Racing    | Nick Heidfeld / Mathias Beche         | 4e       |
| 2015  | Rebellion R-One-Toyota   | Rebellion Racing    | Nick Heidfeld / Mathias Beche         | 23e      |
| 2016  | Rebellion R-One-Toyota   | Rebellion Racing    | Nick Heidfeld / Nelson Angelo Piquet  | 29e      |
| 2017  | Oreca 07-Gibson          | Vaillante Rebellion | Bruno Senna / Julien Canal            | 16e      |

## Résultats en Championnat de Formule E FIA
| Saison    | Écurie         | Châssis               | Groupe motopropulseur | Pneus    | ePrix disputés | Pole positions | Victoires | Podiums | Meilleurs tours | Points inscrits | Classement |
| --------- | -------------- | --------------------- | --------------------- | -------- | -------------- | -------------- | --------- | ------- | --------------- | --------------- | ---------- |
| 2014-2015 | eDams-Renault  | Spark-Renault SRT 01E | SRT01-e               | Michelin | 11             | 2              | 1         | 2       | 1               | 88              | 6e         |
| 2015-2016 | Renault e.dams | Spark-Renault SRT 01E | Renault Z.E 15        | Michelin | 10             | 1              | 2         | 3       | 1               | 115             | 3e         |
| 2016-2017 | Renault e.dams | Spark-Renault SRT 01E | Renault Z.E 16        | Michelin | 12             | 0              | 0         | 0       | 1               | 93              | 6e         |
| 2017-2018 | Renault e.dams | Spark-Renault SRT 01E | Renault Z.E 17        | Michelin | 12             | 0              | 0         | 0       | 0               | 8               | 19e        |